# Crema, cioccolato e pa... prika
Crema, cioccolato e pa... prika es una película italiana de 1981 dirigida por Michele Massimo Tarantini. También se distribuyó bajo el título Crema, cioccolata e... paprika.

## Argumento
El profesor Osvaldo Bonifazi es director de una clínica de lujo que pertenece a su esposa Eleonora. En la gestión le ayudan su sobrino, el doctor Michele, y el personal de mantenimiento Ossobuco. Osvaldo también tiene un negocio secundario que consiste en una fábrica de conservas lista para inaugurar. En realidad, esto es sólo una  tapadera, para enviar grandes sumas de dinero provenientes de la clínica al extranjero ilegalmente y sin controles. La llegada de «Bebè», una dietista recomendada por el Honorable Mazzetta a petición del profesor, causa estragos en la clínica.
Además del profesor, Michele también está fascinado por la bella Bebè y ambos lucharán por cortejarla. Su esposa Eleonora mantiene desde hace tiempo un acuerdo con el Honorable Mazzetta, moralista en público pero oportunista en privado. Ossobuco pierde la cabeza ante una nada atractiva dietista que en realidad es un hombre disfrazado de mujer, Matteo Pietrasecca. Después de una larga serie de insinuaciones, malentendidos, imprevistos, tonterías, engaños y más, el profesor Bonifazi y Ossobuco terminan en prisión por tráfico de divisas y dinero falso, Michele logra conquistar a la reticente Bebè, Eleonora y el Honorable Mazzetta salen de su escondite y Matteo se va a las Bahamas a disfrutar del dinero robado al profesor.

## Reparto
- Barbara Bouchet: Eleonora Bonifazi.
- Renzo Montagnani: profesor Osvaldo Bonifazi.
- Giuseppe Greco: doctor Michele Bonifazi.
- Silvia Dionisio: Bebè Moretti.
- Ciccio Ingrassia: Ossobuco.
- Franco Franchi: Matteo Pietrasecca.
- Giorgio Bracardi: el honorable Vittorio Mazzetta.
- Alberto Farnese: Bonetti.
- Helena Ronee: Donatella.
- Sonia Otero: Lilli.
- Maria Tedeschi: Marchesa.

## Producción
Entre los guionistas de la película destaca el nombre de Giuseppe Greco, que también se desempeñó como actor en la misma, hijo del mafioso Michele Greco. De hecho, parece que fue la familia Greco quien financió esta película, para satisfacer las ambiciones artísticas del hijo del jefe. También fue gracias a esta película que se materializó la acusación de asociación mafiosa contra Franco Franchi, otro de los actores de la película.